# 351. Infanterie-Division (Wehrmacht)
Die 351. Infanterie-Division war eine deutsche Infanteriedivision im Zweiten Weltkrieg.

## Divisionsgeschichte
Die Division wurde am 10. März 1940 im Rahmen der 9. Aufstellungswelle als Landesschützen-Division in Tschenstochau im damaligen Generalgouvernement Polen aus dem Stab der Oberfeldkommandantur 587 aufgestellt. Friedensstandort war Linz im Wehrkreis XVII.
Bis Mai 1940 blieb die Division bei Oberost zugeordnet. Im Juni 1940 kam die Division in die Heimat und war im Juli der 16. Armee unterstellt. Bis zur Auflösung war die Division teilweise dem Militärbefehlshaber Belgien-Nordfrankreich (16. Armee) zugeordnet.
Am 1. Juni 1940 hatte die Division, bevor sie in die Heimat verlegt wurde, drei Wach-Kompanien 641 bis 643 aufgestellt, welche bei Oberost blieben. Am 29. Juni 1940 wurde die 15. (Feldrekruten-)Kompanie der drei Infanterie-Regimenter zu IV./Feldrekruten-Infanterie-Regiment 214 umgebildet und dem Kommandeur der Ersatztruppen 100 unterstellt.
Am  21. August 1940 wurde die Division aufgelöst und im Heimatwehrkreis XVII abgewickelt. Nach der Auflösung bildete die Division noch ein IV./641 und ein IV./643. Diese Bataillone wurden gemeinsam mit den Bataillonen I./641, II./642, III./642, I./643 und III./643 wurden zu eigenständigen Heimatwach-Bataillone, welche für die Bewachung von Kriegsgefangenen eingesetzt wurden. Am 1. Januar 1941 wurden diese sieben Heimatwach-Bataillone in Landesschützen-Bataillone 870, 880, 881, 876, 878, 874 und 879 umbenannt. II./641 und II./643 war im November 1940 in die Wach-Bataillone 720 und 721 überführt worden. Mitte November 1940 bildete I./642 II./Infanterie-Regiment 584 bei der neu aufgestellten 319. Infanterie-Division.
Kommandeur der Division war der Generalmajor Paul Göldner.

## Gliederung
- Infanterie-Regiment 641 I.+II. aus dem Stab des Landesschützen-Regiments III./VII und den Landesschützen-Bataillonen IXX./XII und II./XIII
- Infanterie-Regiment 642 I.–III. aus dem Stab des Landesschützen-Regiments III./VIII, dem Wach-Bataillon 608 und den Landesschützen-Bataillonen XVII./VIII und XV./VIII
- Infanterie-Regiment 643 I.–III. aus dem Stab des Landesschützen-Regiments III./XII und den Landesschützen-Bataillonen XVI./VII, VIII./VIII und XVII./IX
- Artillerie-Batterie 351
- Aufklärungs-Schwadron 351